# Вириальное разложение
Классическое вириальное разложение выражает давление многочастичной системы, находящейся в термодинамическом равновесии, в виде степенного ряда по плотности. Вириальное разложение было впервые использовано в 1901 году Камерлинг-Оннесом как обобщение закона идеального газа. Он записал для газа, состоящего из {\displaystyle N} атомов или молекул, формулу
{\displaystyle {\frac {p}{k_{\mathrm {B} }T}}=n+B_{2}(T)n^{2}+B_{3}(T)n^{3}+\ldots ,}
где {\displaystyle p} — давление, {\displaystyle k_{\mathrm {B} }} — постоянная Больцмана, {\displaystyle T} — абсолютная температура и
{\displaystyle n\equiv N/V} — концентрация газа. Заметим, что для газа, содержащего {\displaystyle \nu N_{\mathrm {A} }} молекул ({\displaystyle N_{\mathrm {A} }} — постоянная Авогадро), обрезание ряда вириального разложения после первого слагаемого ведёт к закону для идеального газа {\displaystyle pV=\nu N_{\mathrm {A} }k_{\mathrm {B} }T=\nu RT}.
Используя {\displaystyle \beta =(k_{\mathrm {B} }T)^{-1}}, вириальное разложение можно записать в замкнутой форме на основе канонического или большого канонического распределения Гиббса при помощи группового разложения, полученного X. Урселлом (H. Ursell) в 1927 и обобщённого Дж. Майером (J. Maуеr) в 1937:
{\displaystyle {\frac {\beta p}{n}}=1+\sum _{i=1}^{\infty }B_{i+1}(T)n^{i}}.
Вириальные коэффициенты {\displaystyle B_{i}(T)} характеризуют взаимодействие между молекулами в системе и в общем случае зависят от температуры {\displaystyle T}.
В практике получения уравнений состояний технических газов и жидкостей вириальное разложение записывают в виде:
{\displaystyle z=1+\sum _{i=0}^{n}\sum _{j=0}^{m}b_{ij}{\frac {\omega ^{i}}{\tau ^{j}}},}
где {\displaystyle z} — коэффициент сжимаемости, {\displaystyle b_{ij}} — набор коэффициентов, {\displaystyle \omega =\rho /\rho _{\mathrm {kr} }} — приведённая плотность, {\displaystyle \tau =T/T_{\mathrm {kr} }} — приведённая температура, {\displaystyle \rho _{\mathrm {kr} }} — критическая плотность, {\displaystyle T_{\mathrm {kr} }} — критическая температура.